# Olimpiada szachowa 1933
5. Olimpiada szachowa rozegrana została w Folkestone w dniach 12 – 23 lipca 1933 roku.
Na starcie stanęło 15 drużyn i 71 uczestników. Zawody rozegrano systemem kołowym na dystansie 14 rund. W każdym zespole mogło wystąpić 5 zawodników (w tym jeden rezerwowy), natomiast mecze odbywały się na 4 szachownicach.
Medale zdobyli reprezentanci Stanów Zjednoczonych (złote), Czechosłowacji (srebrne) oraz Szwecji (brązowe).

## Wyniki końcowe
| Miejsce | Kraj              | Punkty |
| ------- | ----------------- | ------ |
| 1       | Stany Zjednoczone | 39     |
| 2       | Czechosłowacja    | 37½    |
| 3       | Szwecja           | 34     |
| 4       | Polska            | 34     |
| 5       | Węgry             | 34     |
| 6       | Austria           | 33½    |
| 7       | Litwa             | 30½    |
| 8       | Francja           | 28     |
| 9       | Łotwa             | 27½    |
| 10      | Anglia            | 27     |
| 11      | Włochy            | 24½    |
| 12      | Dania             | 22½    |
| 13      | Islandia          | 17     |
| 14      | Belgia            | 17     |
| 15      | Szkocja           | 14     |

## Medaliści drużynowi
| Szach.         | Zawodnicy                | Punkty | Partie | Procent |
| -------------- | ------------------------ | ------ | ------ | ------- |
| Medale złote   |                          |        |        |         |
| 1              | Isaac Kashdan            | 10     | 14     | 71,4    |
| 2              | Frank Marshall           | 7      | 10     | 70      |
| 3              | Reuben Fine              | 9      | 13     | 69,2    |
| 4              | Arthur Dake              | 10     | 13     | 76,9    |
| 5              | Albert Simonson          | 3      | 6      | 50      |
| Medale srebrne |                          |        |        |         |
| 1              | Salomon Flohr            | 9      | 14     | 64,3    |
| 2              | Karel Treybal            | 6½     | 12     | 54,2    |
| 3              | Josef Rejfíř             | 7½     | 12     | 62,5    |
| 4              | Karel Opočenský          | 11½    | 13     | 88,5    |
| 5              | Karel Skalička           | 3      | 5      | 60      |
| Medale brązowe |                          |        |        |         |
| 1              | Gideon Ståhlberg         | 7½     | 14     | 53,6    |
| 2              | Gösta Stoltz             | 8      | 14     | 57,1    |
| 3              | Erik Lundin              | 10     | 14     | 71,4    |
| 4              | Karl Berndtsson-Kullberg | 8½     | 14     | 60,7    |

## Skład reprezentacji Polski
| Szach. | Zawodnicy           | Punkty | Partie | Procent |
| ------ | ------------------- | ------ | ------ | ------- |
| 1      | Ksawery Tartakower  | 9      | 14     | 64,3    |
| 2      | Paulin Frydman      | 7½     | 12     | 62,5    |
| 3      | Teodor Regedziński  | 4      | 7      | 57,1    |
| 4      | Izaak Appel         | 6      | 10     | 60      |
| 5      | Kazimierz Makarczyk | 7½     | 13     | 57,7    |

## Najlepsze wyniki indywidualne
Kryterium – procent zdobytych punktów.
| Miejsce       | Zawodnicy                    | Punkty | Partie | Procent |
| ------------- | ---------------------------- | ------ | ------ | ------- |
| Szachownica 1 |                              |        |        |         |
| 1             | Aleksandr Alechin            | 9½     | 12     | 79,2    |
| 2             | Isaac Kashdan                | 10     | 14     | 71,4    |
| 3             | Ksawery Tartakower           | 9      | 14     | 64,3    |
| 3             | Salomon Flohr                | 9      | 14     | 64,3    |
| Szachownica 2 |                              |        |        |         |
| 1             | Frank Marshall               | 7      | 10     | 70      |
| 2             | Louis Betbeder Matibet       | 8      | 12     | 66,7    |
| 3             | Paulin Frydman               | 7½     | 12     | 62,5    |
| Szachownica 3 |                              |        |        |         |
| 1             | Erik Lundin                  | 10     | 14     | 71,4    |
| 2             | Reuben Fine                  | 9      | 13     | 69,2    |
| 3             | Movsas Feigins               | 9      | 14     | 64,3    |
| Szachownica 4 |                              |        |        |         |
| 1             | Karel Opočenský              | 11½    | 13     | 88,5    |
| 2             | Arthur Dake                  | 10     | 13     | 76,9    |
| 3             | Hans Müller                  | 9      | 13     | 69,2    |
| Szachownica 5 |                              |        |        |         |
| 1             | Andor Lilienthal             | 10     | 13     | 76,9    |
| 2             | Leonardas Abramavičius       | 6      | 9      | 66,7    |
| 3             | Conel Hugh O’Donel Alexander | 7      | 11     | 63,6    |